# Kengtung
Kengtung és un dels Estats Shan a Myanmar, el més gran dels 34, el més muntanyós, i el més oriental i endarrerit. Té uns 30.000 habitants. La muntanya de Loi Pangnau (2562 m) la segona més alta dels estats Shan, està en aquest estat. La capital és la ciutat de Kentung, a 185 km de la frontera de 3 estats independents (Xina, Laos i Tailàndia), que té una escola de l'estat i una església catòlica i alguns monestir budistes. És una ciutat amb construccions d'influència xinesa i tailandesa. Depenen de Kentung: Hsenyawt, Hsenmawng, Mongshat, Mongpu i Kencheng Occidental, sub-estats de poca importància. Està poblat per shans (del grup oriental) i shans-tayok (shan xinesos); per Tai que s'anomenen Khun (25% de la població) que van emigrar al segle XIII amb la dinastia regnant a Chieng Mai o Chiang Mai, i van arrabassar el país als wa, que formen també un 10%; hi ha també un membres de la nació kaw i de la nació lahu (muhso).

## Història

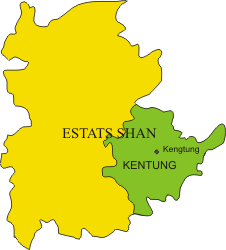
Mapa de situació de l'estat de Kengtung

Fou regit per prínceps (Saofa) que van preferir ser tributaris del rei de Birmània que del d'Ayutthaya. El 1802 fou sotmès pel regne de Chiang Mai però per pocs anys, ja que els birmans els van expulsar i van retornar el poder a l'antiga dinastia, que el 1814 va incorporar l'estat de Mongyawng.
El 1886 fou el centre de la Confederació d'estats shan al front de la qual es va posar el príncep birmà Limbin. Sao Weng, cap militar de la confederació i príncep de Lawksawk va sortir de Kengtung i va recobrar el seu principat i va ocupar quatre estats oposats a la confederació, assetjant la capital de Yawnghwe. Derrotat pels britànics (gener-febrer de 1887) va tornar a Kentung però ocupat aquest pels britànics es va retirar a la Xina, sense sotmetre's, i els britànics van controlar Kengtung, on es va produir resistència fins al 1890.
Els prínceps, sota protectorat britànic, va governar fins al 1943 en què l'estat fou cedit a Tailàndia. El príncep fou restaurat pels britànics el 1945. El darrer saofa que va exercir el poder va abdicar, com els altres prínceps, el 1959, i després fou una de la Repúbliques de la unió d'Estats Shan que constituïren l'Estat Shan, amb vocació d'independència, però part de Myanmar.

### Sawpaw de Kengtung
- Sao Möng Hsam 1787 - 1802
- A Chiang Mai 1802
- a Birmània 1813
- Sao Maha Hkanan 1813 - 1857
- Sao Maha Pawn 1857 - 1876
- Sao Hseng 1876 - 1880
- Sao Kawng Tai 1880 - 1886
- Sao Kawn Kham Hpu 1886 - 1895
- Sao Kawn Kyaw Intaleng 1895 - 1935
- Sao ? 1935 - 1959 (enderrocat 1943-1945)